# José Miguel Marí Sánchez
José Miguel Marí Sánchez (Alacant, 29 de gener de 1968) és un exfutbolista valencià, que jugava de porter.

## Trajectòria esportiva
La major part de la carrera esportiva de Marí va transcórrer a les files de l'Hèrcules CF, on va romandre la segona meitat de la dècada dels 90, inclosa la campanya 96/97, amb els herculans a primera divisió. Eixe any, l'alacantí jugaria 24 partits. Després de la seua retirada, ha seguit vinculat al món del futbol. Ha exercit com a preparador físic de l'Alacant CF.